# Oberkommando

Militärisches Symbol für ein Oberkommando

Oberkommando bezeichnet allgemein höhere Kommandobehörden. In Deutschland wurde der Begriff bis 1945 von der Gliederungsebene Armee an aufwärts verwendet (Armeeoberkommando, Oberkommando einer Heeresgruppe, Oberkommando der Wehrmacht, Oberkommando des Heeres, Oberkommando der Luftwaffe, Oberkommando der Marine).
In der nicht mehr gültigen Zentralen Dienstvorschrift 1/11 Taktische Zeichen und dem NATO-standardisierten Nachfolgedokument AAP-6 Militärische Symbole ist Oberkommando für einen Truppenteil oberhalb einer Heeresgruppe. Das Größenordnungszeichen sind sechs Kreuze waagerecht nebeneinander (xxxxxx). Die englische Übersetzung für Oberkommando ist in der AAP-6 region oder theatre.